# Henri Cobioni
Henri Cobioni (né le 16 septembre 1881 à Tavannes, mort dans un accident d’avion le 15 octobre 1912 à La Chaux-de-Fonds) est un pionnier de l’aviation suisse.

## Biographie
Les parents d'Henri Cobioni, de Locarno, s'installent à Tavannes dans le Jura bernois à la fin de années 1870. En 1891, ils fondent une entreprise de fumisterie à Moutier. 
Henri Cobioni s’est formé à l'École d'aviation de Chartres, où il apprend les techniques de pilotage et accomplit ses premiers grands vols. 
À Somma Lombardo, en Italie, il décroche le 23 juin 1908 le brevet de pilote-aviateur. Le constructeur d'avions Gianni Caproni (en) lui confie la conduite de son École d'aviation, il inscrit à son palmarès plusieurs records mondiaux de vitesse et de durée.
En 1912, à bord d'un monoplan italien, il est l’auteur d'un vol de 148,4 km en 2 h 04 min 31 s, réussissant un record mondial de vitesse.
À La Chaux-de-Fonds, le 15 octobre 1912, lors d’un meeting réunissant 30 000 spectateurs, l'aviateur décolle de la place des Sports à bord de son Blériot monoplan avec à son bord un journaliste. Le vol s'achève en catastrophe, l'aéroplane décrit une boucle avant de perdre sa trajectoire, il se fracasse au sol. Le pilote et son passager sont grièvement blessés, sans espoir de survie.